# برناردینو تلسیو

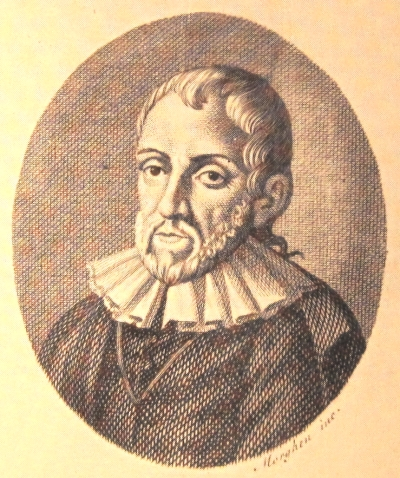
برناردینو تلسیو

برناردینو تلسیو (لاتین: Bernardinus Telesius؛ ۷ نوامبر ۱۵۰۹ در کوزنتسا – ۲ اکتبر ۱۵۸۸ در همان‌جا) فیلسوف و طبیعت‌شناس ایتالیایی بود. او به عنوان یکی از پیشگامان فلسفه طبیعی رنسانس شناخته می‌شود و به خاطر مخالفتش با ارسطوگرایی و تأکید بر تجربه و مشاهده در علم مشهور است. تلسیو در خانواده‌ای ثروتمند در کوزنستا به دنیا آمد. او در دانشگاه پادوآ حقوق خواند و در آنجا با فلسفه ارسطو آشنا شد. با این حال، او به سرعت از ارسطوگرایی دست کشید و شروع به توسعه فلسفه طبیعی خود نمود.

## فلسفه طبیعی
تلسیو معتقد بود که طبیعت با قوانین مکانیکی قابل توضیح است و نیازی به هیچ توضیح فراطبیعی نیست. او همچنین بر اهمیت مشاهده و آزمایش در علم تأکید می‌کرد. فلسفه طبیعی او بر سه اصل استوار است: ماده، شکل و حرکت. ماده، تنها عنصر اولیه جهان است. شکل، جوهر اشیاء است و از ماده جدا نیست. حرکت، نیروی محرکه جهان است و از درون ماده نشأت می‌گیرد. فلسفه طبیعی تلسیو تأثیر قابل توجهی بر فلسفه علم در قرن شانزدهم و هفدهم داشت. ایده‌های او توسط فیلسوفان مشهوری مانند گالیله و فرانسیس بیکن مورد استفاده قرار گرفت. او به خاطر مخالفتش با ارسطوگرایی و تأکید بر تجربه و مشاهده در علم مشهور است. ایده‌های او تأثیر قابل توجهی بر توسعه علم مدرن داشت.

## نظریه ماده، گرما و سرما
به جای فرضیه ماده و صورت، او وجود را بر پایه ماده و نیرو بنا می‌کند. این نیرو دو عنصر مخالف دارد: گرما که منبسط می‌شود و سرما که منقبض می‌شود. این دو فرایند، علت تمام اشکال و انواع مختلف وجود هستند، در حالی که جرمی که نیرو بر آن عمل می‌کند، بدون تغییر باقی می‌ماند. هماهنگی کل در این است که هر چیز جداگانه‌ای مطابق با ماهیت خود رشد می‌کند و در عین حال حرکت آن به نفع بقیه است.